# Nannocyrtopogon atripes
Nannocyrtopogon atripes là một loài ruồi trong họ Asilidae. Nannocyrtopogon atripes được Wilcox & Martin miêu tả năm 1936. Loài này phân bố ở vùng Tân Bắc giới.